# Maja Ostaszewska

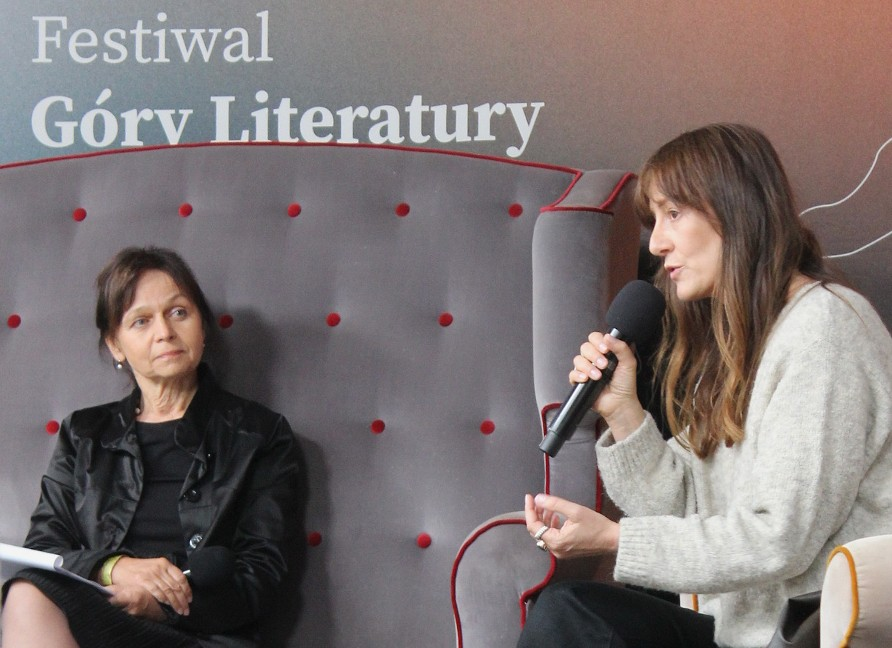
Urszula Glensk, Maja Ostaszewska

Maja Berenika Ostaszewska (ur. 3 września 1972 w Krakowie) – polska aktorka teatralna i filmowa oraz działaczka społeczna, dwukrotna laureatka Orła za pierwszoplanowe role kobiece w filmach Jack Strong i Body/Ciało.

## Życiorys
Ukończyła VII Liceum Ogólnokształcące im. Zofii Nałkowskiej w Krakowie. Już w wieku sześciu lat zdecydowała o zostaniu aktorką i w 1996 roku ukończyła studia na wydziale aktorskim krakowskiej PWST.
W filmie debiutowała w 1993 r. rolą w filmie Lista Schindlera Stevena Spielberga. Ostaszewska była w zespołach Teatru Dramatycznego, TR Warszawa (wcześniej Teatr Rozmaitości), Teatru Narodowego. Od 2008 roku jest w zespole Nowego Teatru Krzysztofa Warlikowskiego.
Laureatka Nagrody im. Aleksandra Zelwerowicza przyznawanej przez redakcję miesięcznika „Teatr” za sezon 2006/2007, za rolę Harper Pitt w przedstawieniu Anioły w Ameryce Tony’ego Kushnera w TR Warszawa (reż. Krzysztof Warlikowski). W 2012 i 2018 otrzymała Telekamerę „Tele Tygodnia” w kategorii Aktorka, natomiast w lutym 2013 otrzymała nominację do nagrody Wiktory 2012 w kategorii Aktor telewizyjny. Za rolę żony Ryszarda Kuklińskiego w filmie Jack Strong otrzymała Orła za pierwszoplanową rolę kobiecą.

## Życie prywatne
Pochodzi z artystycznej rodziny. Jej babcia była aktorką, dziadek rzeźbiarzem i scenografem, a ojciec, Jacek Ostaszewski, jest założycielem grupy Osjan. Wychowała się w buddyjskiej rodzinie, imię otrzymała po matce Buddy. W dzieciństwie przez 3 lata mieszkała z rodzicami w Przesiece w Karkonoszach, gdzie powstał ośrodek buddyjski.
Przez dwa lata związana była z reżyserem Łukaszem Barczykiem, później z Michałem Englertem, z którym ma dwoje dzieci: syna Franciszka (ur. 2007) oraz córkę Janinę (ur. 2009).
Jest buddystką i wegetarianką. Razem z Małgorzatą Braunek i Ksawerym Jasieńskim nagrała w 2007 roku adaptację audio buddyjskich bajek zebranych przez Rafe Martina w zbiorze „Głodna Tygrysica” (wyd. Wydawnictwo Elay, 2006). Jest także zwolenniczką zliberalizowania prawa aborcyjnego oraz aktywistką KOD.

## Filmografia

### Filmy fabularne
| Rok  | Tytuł                                                            | Rola                                        |
| ---- | ---------------------------------------------------------------- | ------------------------------------------- |
| 1993 | Lista Schindlera (Schindler’s List)                              | wariatka                                    |
| 1997 | Przystań                                                         | Karolina Dobrzyńska                         |
| 1999 | Patrzę na Ciebie, Marysiu                                        | Marysia Orzechowska                         |
| 2000 | Egoiści                                                          | klientka w agencji reklamowej               |
| 2000 | Prymas. Trzy lata z tysiąca                                      | siostra Maria Leonia Graczyk                |
| 2001 | Tam, gdzie żyją Eskimosi (Where Eskimos Live)                    | dziewczyna w hotelu                         |
| 2002 | Pianista (The Pianist)                                           | kobieta z synkiem na Umschlagplatzu         |
| 2003 | Przemiany                                                        | Marta Mycińska                              |
| 2004 | Dzień dobry, kochanie                                            | Ewa                                         |
| 2005 | Solidarność, Solidarność...                                      | Maja                                        |
| 2006 | Samotność w sieci                                                | ginekolog                                   |
| 2007 | Katyń                                                            | Anna, żona Andrzeja                         |
| 2008 | Ile waży koń trojański?                                          | Lidka, pierwsza żona Kuby                   |
| 2009 | Dzieci Ireny Sendlerowej (The Courageous Heart of Irena Sendler) | Jadwiga                                     |
| 2009 | Janosik. Prawdziwa historia                                      | wiedźma Margeta                             |
| 2011 | Uwikłanie                                                        | prokurator Agata Szacka                     |
| 2013 | W imię...                                                        | Ewa Raczewska, żona Michała                 |
| 2014 | Jack Strong                                                      | Hanna Kuklińska, żona Ryszarda Kuklińskiego |
| 2014 | Miłość w mieście ogrodów                                         | Marta, żona Michała                         |
| 2015 | Panie Dulskie                                                    | Melania Dulska                              |
| 2015 | Body/Ciało                                                       | Anna                                        |
| 2015 | Ziarno prawdy                                                    | Weronika Szacka                             |
| 2016 | Pitbull. Nowe porządki                                           | Olka                                        |
| 2016 | Pitbull. Niebezpieczne kobiety                                   | Olka                                        |
| 2018 | 7 uczuć                                                          | mama Adasia i Mikiego                       |
| 2019 | Ja teraz kłamię                                                  | Celia                                       |
| 2019 | (Nie)znajomi                                                     | Anna, siostra Ewy                           |
| 2020 | Magnezja                                                         | Róża Lewenfisz                              |
| 2021 | Śniegu już nigdy nie będzie                                      | Maria                                       |
| 2021 | Teściowie                                                        | Małgorzata Wilk                             |
| 2022 | Broad Peak                                                       | Ewa Dyakowska-Berbeka                       |
| 2023 | Teściowie 2                                                      | Małgorzata Wilk                             |
| 2023 | Zielona granica                                                  | Julia                                       |
| 2024 | Kolory zła: Czerwień                                             | Helena Bogucka, matka Moniki                |
| 2025 | Chopin, Chopin!                                                  | Justyna Chopin                              |
| 2025 | Teściowie 3                                                      | Małgorzata Wilk                             |

### Seriale
| Rok        | Tytuł             | Rola                                | Uwagi        |
| ---------- | ----------------- | ----------------------------------- | ------------ |
| 2000–2001  | Przeprowadzki     | Celina Szczygieł, żona Mieczysława  | odcinki 2–10 |
| 2003–2008  | Na dobre i na złe | Małgorzata Donovan, siostra Zosi    |              |
| 2008       | Czas honoru       | Wanda Ryszkowska, narzeczona Bronka | odcinki 1–13 |
| 2011–2013  | Przepis na życie  | Beata Darmięta                      |              |
| 2016–2017  | Druga szansa      | Lidka Borecka                       |              |
| 2017–2019  | Diagnoza          | dr n. med. Anna Leśniewska          |              |
| 2021       | Klangor           | Magda Wejman                        |              |
| 2021, 2024 | The Office PL     | Arleta Mosul, aktywistka            |              |
| 2025       | Projekt UFO       | dziennikarka Weronika Wierusz       |              |

### Polski dubbing
| Rok  | Tytuł                           | Rola      |
| ---- | ------------------------------- | --------- |
| 2014 | Paddington                      | Millicent |
| 2015 | W głowie się nie mieści         | Odraza    |
| 2020 | Zabij to i wyjedź z tego miasta | Janek     |

### Teledysk
| Rok  | Tytuł                 | Rola   |
| ---- | --------------------- | ------ |
| 2024 | Sara James - "PSYCHO" | taniec |

## Role teatralne
- 2005: Krum Hanocha Levina, reż. Krzysztof Warlikowski w Starym Teatrze w Krakowie / TR Warszawa (koprodukcja)
- 2007: Anioły w Ameryce Tony’ego Kushnera, reż. Krzysztof Warlikowski w TR Warszawa Harper Amaty Pitt
- 2009: (A)pollonia, reż. Krzysztof Warlikowski w Nowym Teatrze w Warszawie
- 2010: Wiarołomni, reż. Andrzej Urbański w TR Warszawa
- 2011: Opowieści afrykańskie według Szekspira, reż. Krzysztof Warlikowski w Nowym Teatrze w Warszawie
- 2013: Kabaret Warszawski, reż Krzysztof Warlikowski w Nowym Teatrze w Warszawie
- 2014: Upadłe Anioły, reż Krystyna Janda w Och-Teatr
- 2015: Francuzi, reż Krzysztof Warlikowski w Nowym Teatrze
- 2019: Kino moralnego niepokoju, reż Michał Borczuch w Nowym Teatrze

## Nagrody
- Nagroda na FPFF w Gdyni Najlepsza aktorka pierwszoplanowa: 2000 Patrzę na Ciebie, Marysiu i Prymas. Trzy lata z tysiąca
- Złote Kaczki 2001: Najlepsza aktorka za Prymas – Trzy lata z tysiąca (2000)[15]
- Telekamery 2012: Najlepsza aktorka za Przepis na życie (2011), 2018: Najlepsza aktorka[15]
- FAF 2014: Najlepsza drugoplanowa rola kobieca za Jack Strong (2014), 2015: Najlepsza pierwszoplanowa rola kobieca za Body/Ciało (2015)[15]
- Złote Lwy 1998: Najlepsza pierwszoplanowa rola kobieca za Przystań (1997), 2000: Najlepsza pierwszoplanowa rola kobieca za Prymas – Trzy lata z tysiąca (2000), Patrzę na ciebie, Marysiu (1999), 2015: Gwiazda gwiazd Elle za Body/Ciało (2015)[15]
- Orły 2015: Najlepsza główna rola kobieca za Jack Strong (2014) oraz 2016: Najlepsza główna rola kobieca za Body/Ciało (2015)[15]